# Mimosoudní řešení spotřebitelských sporů
Mimosoudní řešení spotřebitelských sporů je aplikace mimosoudního řešení sporů (tedy alternativ k řešení soudní cestou) na spotřebitelské spory. Spotřebitelské spory vznikají z neplnění smluvních závazků, kde proti sobě stojí podnikatel a spotřebitel. Typickým příkladem je spor o uznání reklamace zboží zakoupeného v obchodě, odstoupení od smlouvy apod.
Projekt mimosoudního řešení spotřebitelských sporů, který začal fungovat 1. dubna 2008, připravilo Ministerstvo průmyslu a obchodu ve spolupráci s Hospodářskou komorou, spotřebitelskými sdruženími, Rozhodčím soud při Hospodářské komoře ČR a Agrární komoře ČR, Agrární komorou, Asociací mediátorů, Ministerstvem financí a Ministerstvem spravedlnosti. Cílem celého projektu je nastavit účinný systém, který zrychlí a zjednoduší řešení spotřebitelských sporů. 
V současné chvíli[kdy?] probíhá pilotní fáze projektu, která poběží po dobu dvou let. Následně budou získané poznatky vyhodnoceny a případně budou přijata opatření k dalšímu fungování.
Celý systém mimosoudního řešení spotřebitelských sporů stojí na třech pilířích:
1. Poskytnutí kvalifikované informace a doporučení – Pracovník kontaktního místa poskytne kvalifikované informace a doporučí stranám další postup. Není-li spor vyřešen na této úrovni, vykoná všechny potřebné kroky k zahájení mediace nebo rozhodčího řízení.
2. Mediace – Mediací se rozumí řešení sporu vzájemnou komunikací prostřednictvím kvalifikované osoby – mediátora, jako zprostředkovatele. Cílem je dospět k vzájemné dohodě zúčastněných stran.
3. Rozhodčí řízení – Alternativní řešení majetkového sporu nezávislým rozhodcem, jehož výsledkem je vydání závazného rozhodčího nálezu.

Celý systém je postaven na dobrovolnosti zúčastněných stran. K tomu, aby mediace nebo rozhodčí řízení bylo zahájeno, je třeba, aby se svojí účastí souhlasily obě strany.

## Výhody systému pro spotřebitele
Snahou celého systému je najít levné, efektivní a rychlé řešení spotřebitelských sporů. Očekávaným výsledkem mimosoudního řešení je závazná dohoda (v případě mediace) nebo vykonatelný rozhodčí nález (v případě rozhodčího soudu). Výhody, které celý systém přináší, jsou především v tom, že mediace je zdarma a odměna za činnost mediátora je hrazena Ministerstvem průmyslu a obchodu. V případě rozhodčího řízení, strana podávající žalobu zaplatí poplatek za rozhodčí řízení (3 % z hodnoty předmětu sporu, nejméně 800 Kč). Odměnu za práci rozhodce pak hradí Ministerstvo průmyslu a obchodu. Další nespornou výhodou je i rychlost řízení.

## Výhody systému pro podnikatele
Základní výhodou je rychlost řízení. Dá se předpokládat, že celé mimosoudní řešení sporu proběhne v poměrně krátké lhůtě. Mediace je zdarma a odměna mediátora je hrazena Ministerstvem průmyslu a obchodu. V případě rozhodčího řízení, strana podávající žalobu zaplatí poplatek za rozhodčí řízení (3 % z hodnoty sporu, nejméně 800 Kč).
Další výhodou pro podnikatele je, že dobrovolná účast v mimosoudním řešení spotřebitelských sporů může napomoci jeho zviditelnění na trhu a posílení jeho dobrého jména i posílení jeho pozice na trhu. Ministerstvo průmyslu a obchodu do budoucna předpokládá zveřejňování podnikatelů, kteří se zapojili do systému mimosoudního řešení spotřebitelských sporů.